# Гарри Блэк и Тигр
Гарри Блэк и Тигр (англ. Harry Black and the Tiger) — британский приключенческий фильм 1958 года, экранизация новеллы «Гарри Блэк» Дэвида Уолкера. Права на экранизацию романа приобрела компания «20th Century Fox», съёмки которой начались в Индии 2 января 1958 года. Главные роли в картине исполнили Стюарт Грейнджер, Барбара Раш и Ай Эс Джохар, получивший за неё номинацию на премию «BAFTA».

## В ролях
- Стюарт Грейнджер — Гарри Блэк
- Барбара Раш — Крисчен Таннер
- Энтони Стил — Десмонд Таннер
- Ай Эс Джохар — Бапу